# Mallory (Virgínia de l'Oest)
Mallory és una concentració de població designada pel cens dels Estats Units a l'estat de Virgínia de l'Oest. Segons el cens del 2000 tenia 1.143 habitants.

## Demografia
Segons el cens del 2000, Mallory tenia 1.143 habitants, 437 habitatges, i 343 famílies. La densitat de població era de 38,3 habitants per km².
Dels 437 habitatges en un 30% hi vivien nens de menys de 18 anys, en un 61,1% hi vivien parelles casades, en un 14,6% dones solteres, i en un 21,5% no eren unitats familiars. En el 19% dels habitatges hi vivien persones soles el 8,9% de les quals corresponia a persones de 65 anys o més que vivien soles. El nombre mitjà de persones vivint en cada habitatge era de 2,62 i el nombre mitjà de persones que vivien en cada família era de 2,97.
Per edats la població es repartia de la següent manera: un 22,6% tenia menys de 18 anys, un 8,6% entre 18 i 24, un 27,2% entre 25 i 44, un 27,6% de 45 a 60 i un 14% 65 anys o més.
L'edat mediana era de 39 anys. Per cada 100 dones de 18 o més anys hi havia 93,2 homes.
La renda mediana per habitatge era de 24.458 $ i la renda mediana per família de 27.813 $. Els homes tenien una renda mediana de 27.625 $ mentre que les dones 14.750 $. La renda per capita de la població era d'11.654 $. Entorn del 21,8% de les famílies i el 25,9% de la població estaven per davall del llindar de pobresa.

## Poblacions més properes
El següent diagrama mostra les poblacions més properes.